# Loupež ve velkém stylu
Loupež ve velkém stylu (v anglickém originále Going in Style) je americký komediální film z roku 2017. Režie se ujal Zach Braff a scénáře Theodore Melfi. Snímek je remakem filmu Ve velkém stylu z roku 1979. Ve snímku hrají hlavní role Morgan Freeman, Michael Caine, Alan Arkin, Joey King, Matt Dillon, Christopher Lloyd, Ann-Margret a John Ortiz. 
Film byl do kin oficiálně uveden 7. dubna 2017. V České republice měl premiéru 20. dubna 2017. Film získal smíšené recenze od kritiků a vydělal přes 82 milionů dolarů.

## Obsazení
| Morgan Freeman       | Willie Davis     |
| Michael Caine        | Joe Harding      |
| Alan Arkin           | Albert Garner    |
| Joey King            | Brooklyn         |
| Maria Dizzia         | Rachel Harding   |
| Matt Dillon          | agent Hamer      |
| Ann-Margret          | Annie Santori    |
| Christopher Lloyd    | Milton Kupchak   |
| Annabelle Chow       | Lucy             |
| Kenan Thompson       | Keith Schonfield |
| Siobhan Fallon Hogan | Mitzi            |
| John Ortiz           | Jesus Garcia     |
| Peter Serafinowicz   | Murphy           |

## Přijetí

### Tržby
Film vydělal 44,6 milionů dolarů v Severní Americe a 36,7 milionů dolarů v ostatních oblastech, celkově tak vydělal 81,3 milionů dolarů po celém světě. Rozpočet filmu činil 25 milionů dolarů. V Severní Americe byl oficiálně uveden 7. dubna 2017, společně s filmy Šmoulové: Zapomenutá vesnice a The Case for Christ. Za první víkend docílil čtvrté nejvyšší návštěvnosti, kdy vydělal 11,9 milionů dolarů. Druhý víkend vydělal 6,3 milionů dolarů. 

### Recenze
Film získal smíšené recenze od kritiků. Na recenzní stránce Rotten Tomatoes získal z 134 započtených recenzí 46 procent s průměrným ratingem 5,3 bodů z deseti. Na serveru Metacritic snímek získal z 31 recenzí 50 bodů ze sta. Na Česko-Slovenské filmové databázi snímek získal 72%. Na stránce CinemaScore získal známku za 2+, na škále 1+ až 5.